# Else Petersen
Else Elisabeth Egede Petersen (26. april 1910 i København – 28. august 2002) var en dansk skuespillerinde.
Hun blev uddannet fra Dagmarteatrets elevskole i 1931. Gennembruddet kom sent, nemlig på Aveny Teatret, hvor hun spillede med i Arsenik og gamle kniplinger. I 1930'erne fik hun mindre roller på Betty Nansen Teatret, Odense Teater og Frederiksberg Teater.
På film optrådte hun i en lang række mindre, men betydningsfulde roller.

## Filmografi
- Flådens blå matroser – 1937
- En ganske almindelig pige – 1940
- Wienerbarnet – 1941
- Tyrannens fald – 1942
- Ballade i Nyhavn – 1942
- Mordets melodi – 1944
- Den gamle mølle på Mols – 1953
- Bruden fra Dragstrup – 1955
- Kristiane af Marstal – 1956
- Der var engang en gade – 1957
- Tre piger fra Jylland – 1957
- Baronessen fra benzintanken – 1960
- Nyhavns glade gutter – 1967
- Dyrlægens plejebørn – 1968
- Jeg - en kvinde 2 – 1968
- Soldaterkammerater på bjørnetjeneste – 1968
- Det var en lørdag aften – 1968
- Mig og min lillebror og storsmuglerne – 1968
- Farlig sommer – 1969
- Mig og min lillebror og Bølle – 1969
- I Tyrens tegn – 1974
- Per – 1975
- Affæren i Mølleby – 1976
- Brand-Børge rykker ud – 1976
- I Løvens tegn – 1976
- Agent 69 Jensen i Skorpionens tegn – 1977
- Hør, var der ikke en som lo? – 1978
- Agent 69 Jensen i Skyttens tegn – 1978
- Lille spejl – 1978
- Rend mig i traditionerne – 1979
- Øjeblikket – 1980
- Belladonna – 1981
- Henover Midten – 1982
- Midt om natten – 1984
- Den kroniske uskyld – 1985
- Ofelia kommer til byen – 1985
- Flamberede hjerter – 1986
- Barndommens gade – 1986
- Babettes gæstebud – 1987
- Sidste akt – 1987
- Christian – 1989
- Dansen med Regitze – 1989
- Casanova – 1990
- Camping – 1990
- Europa – 1991
- Sort høst – 1993
- Riget I – 1994